# 西端村
西端村（にしばたむら）は、かつて愛知県碧海郡にあった村である。
現在の碧南市の一部（油渕町、白沢町、札木町、三度山町、坂口町、上町、吹上町、湖西町、長田町、神田町、洲先町、半崎町、平山町）に該当する。

## 歴史
弥生時代から辺縁集落をなし、古代は幡豆郡に属し志貴庄の中にあったが、1605年（慶長10年）矢作川の本流が変わって以来碧海郡に属し、古くは西畠村と称した。
1246年（寛元4年）頃、大部分の村民が熊野修験道の影響下にあり（黄葉記）、1409年（応永16年）の『熊野道者日記』（大乗院記録）に「浦にしはた」とある。
中世は海辺船着の集落であったが、天台宗の浸透につれて北山・後畑・小清水の洪積台地に移行した。浄土真宗が盛んなのは蓮如との関係が深く、『本願寺伝』によれば1468年（応仁2年）蓮如が亀崎（現・半田市）から舟で西端に上陸したときは「畷をへたてて遥かに西畠村の炊煙をのそむ」（上宮寺文書）景観であったという。以後集落は南に延び、上組から中村組・札木・下の切の集落となる。
近世を通じて本多氏の所領であった。本多忠相は1616年（元和2年）三河国碧海郡に、城ヶ入村・西端村を合わせて高1000石の領地を与えられ西端村に陣屋を構えたが、のちしだいに加増して1864年（元治元年）忠寛の代に1万500石余の大名に列せられ、西端藩を称した。
- 1889年（明治22年）10月1日 - 町村制により、碧海郡西端村が単独で自治体を形成。高取村と1892年（明治25年）まで組合村を結成した[1]
- 1906年（明治39年）5月1日 - 和泉村・城ヶ入村・根崎村・東端村・米津村および榎前村の一部と新設合併し、淵辺村が発足。同日西端村廃止。